# Torelló
Torelló é um município da Espanha na comarca de Osona, província de Barcelona, comunidade autónoma da Catalunha. Tem 13,48 km² de área e em 2021 tinha 14 553 habitantes (densidade: 1 079,6 hab./km²).

## Demografia
| Variação demográfica do município entre 1991 e 2004[carece de fontes?] | Variação demográfica do município entre 1991 e 2004[carece de fontes?] | Variação demográfica do município entre 1991 e 2004[carece de fontes?] | Variação demográfica do município entre 1991 e 2004[carece de fontes?] |
| ---------------------------------------------------------------------- | ---------------------------------------------------------------------- | ---------------------------------------------------------------------- | ---------------------------------------------------------------------- |
| 1991                                                                   | 1996                                                                   | 2001                                                                   | 2004                                                                   |
| 11 460                                                                 | 11 952                                                                 | 12 286                                                                 | 12 768                                                                 |